# كولو (رقص)

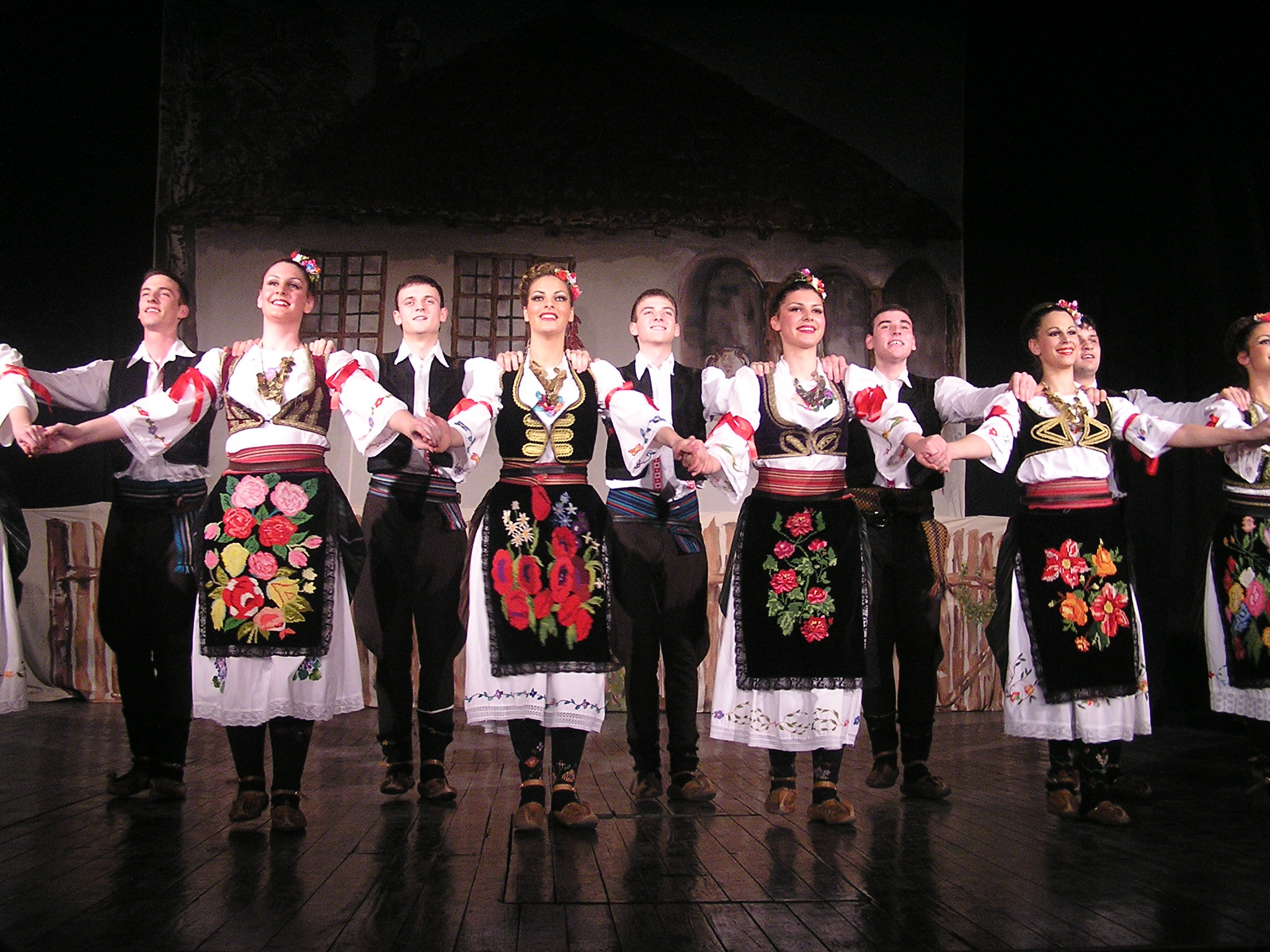
كولو الصربية من Šumadija

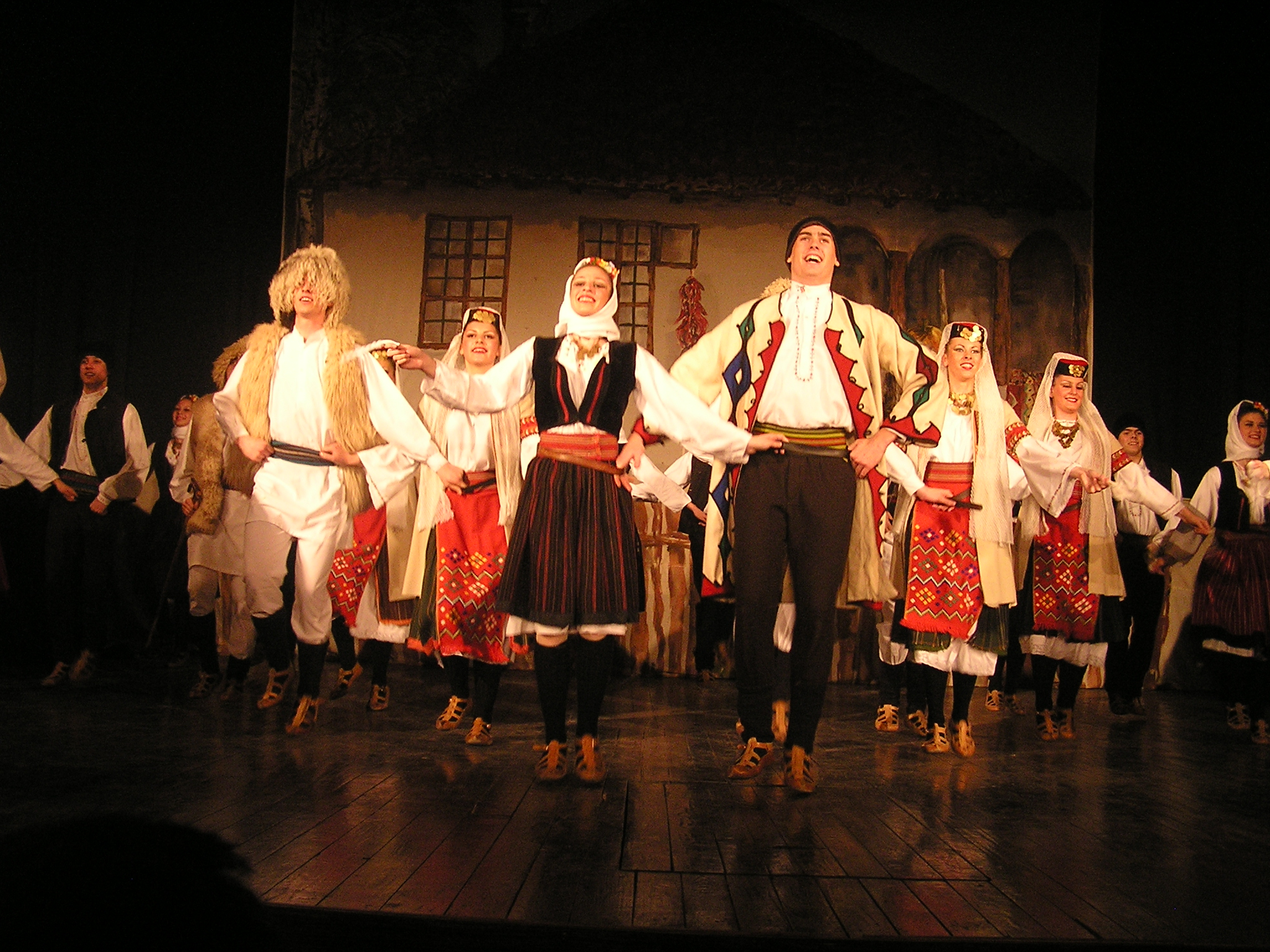
كولو الصربية من تيموك

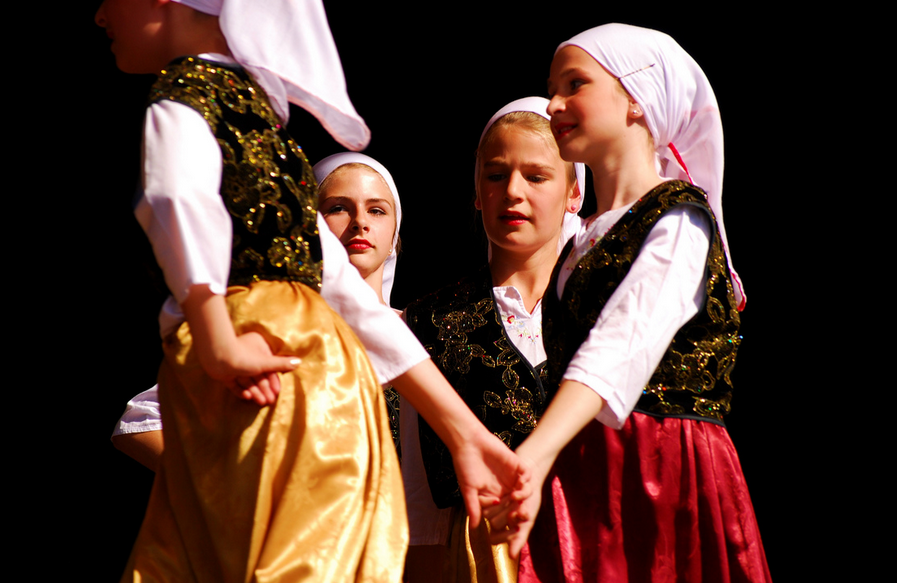
كولو بوسني

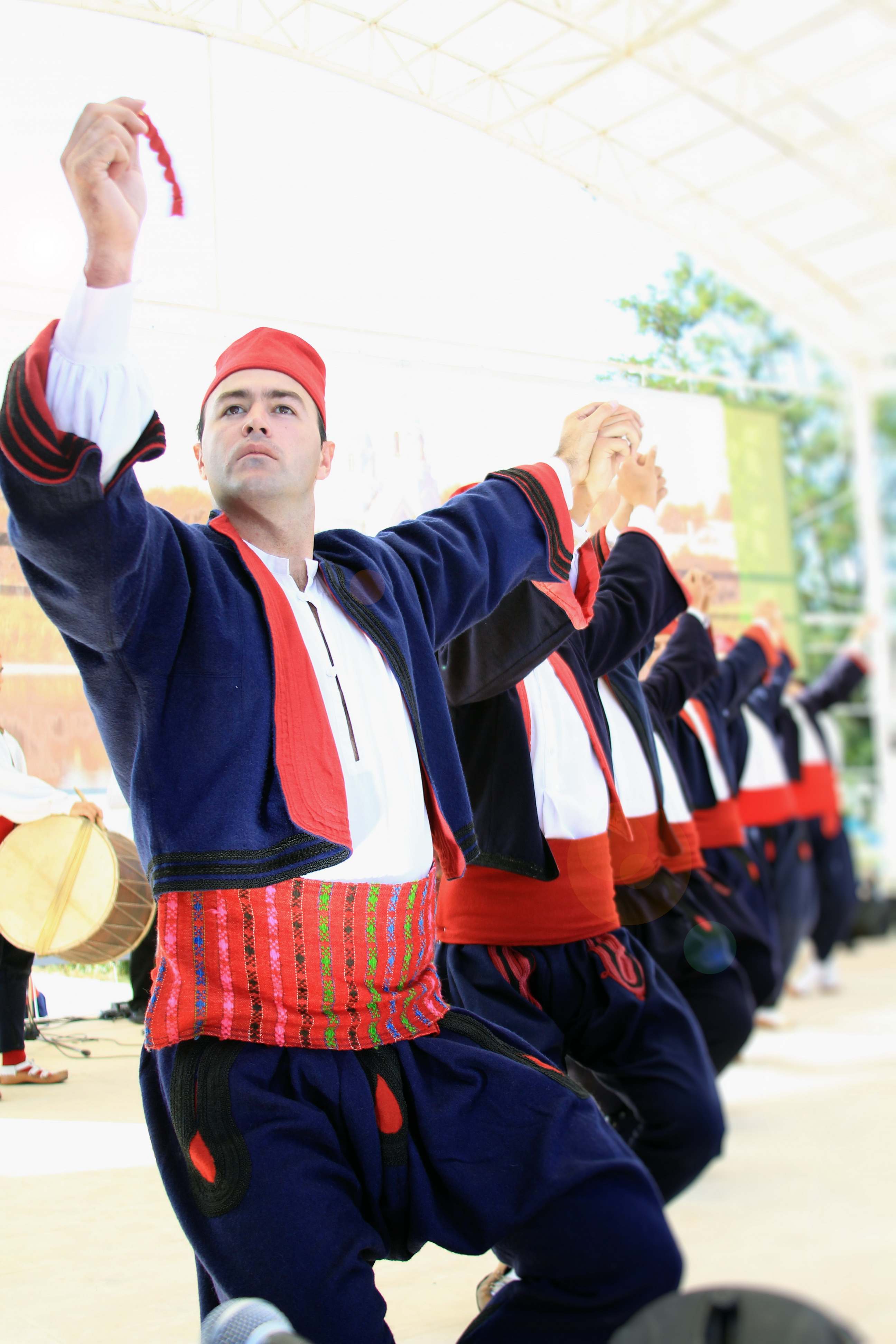
كولو الصربية من فرانجي

رقصة الكولو Kolo (بالصربية: Коло)‏ هي رقصة دائرية سلافية جنوبية، ثمة رقصة بهذا الاسم في عدد من الدول منها البوسنة والهرسك وكرواتيا وصربيا. أدرجت الكولو ضمن قائمة اليونسكو للتراث الثقافي غير المادي في صربيا. في دول أخرى من الدول السلافية الجنوبية، تختلف التسمية، إذ يوجد هورو ( (بالبلغارية: хоро)‏ في بلغاريا وأورو ( (بالمقدونية: оро)‏ في مقدونيا الشمالية والجبل الأسود.  وفقًا إلى Wilkes (1995)، فإن تاريخ الكولو يعود لقبائل إيليري، حيث يبدو أن الرقص يشبه الرقصات المصورة على الآثار الجنائزية في العصر الروماني. 

## الوصف
تُؤدّى الرقصات الدائرية بين مجموعات مكونة من ثلاثة أشخاص على الأقل وما يصل إلى عدة عشرات من الأشخاص. يمسك الراقصون بأيدي بعضهم أو بخصور بعضهم. وهي تشكل دائرة أو سلسلة واحدة أو خطوط متوازية متعددة. 
لا يتطلب رقص كولو أي حركة تقريبًا فوق الخصر. وهي سهلة التعلم. يُظهر الراقصون ذوو الخبرة براعتهم من خلال إضافة عناصر مختلفة، مثل الخطوات المتزامنة. تحتوي كل منطقة على رقص كولو واحد مميز وخاص بها على الأقل.  من الصعب إتقان الرقص، وحتى معظم الراقصين ذوي الخبرة لا يستطيعون إتقانها جميعًا.
تؤدّى رقصة كولو في حفلات الزفاف والاحتفالات الاجتماعية والثقافية والدينية.  تتطلب بعض الرقصات أن يرقص الرجال والنساء معًا، والبعض الآخر يتطلب الرجال فقط أو النساء فقط.

### الموسيقى
الموسيقى لرقص الكولو بشكل عام يكون سريع الحركة والوتيرة.  تم استخدام الرقصة من قبل الملحن التشيكي أنتونين دفورجاك في رقصاته السلافية - الكولو الصربية هي الرقصة السابعة من التأليف 

## الزي التقليدي
تختلف أزياء الرقص التقليدية من منطقة إلى أخرى، إذ تكون أكثر تشابهاً في المناطق القريبة من بعضها غالباً. 
تؤدّى رقصات كولو مختلفة في الاحتفالات الاجتماعية. في كثير من الأحيان يتم ارتداء الملابس التقليدية، التي تنفرد بها المنطقة. الكولو الأكثر شيوعًا هو narodno kolo أو drmeš ؛ خطوة قياسية تليها موسيقى الأكورديون.

## أنظر أيضا
- رقص أرمني
- الرقص الشعبي الآشوري
- رقصات كرواتية
- دبكة
- رقصة فارو
- هورا (الرقص)، أي ما يعادل كولو في دول اخرى
- رقصات صربية
- رقص تركي

## الروابط الخارجية
- الموسيقى والفيديو من كولو الأساسية
- كولو، رقصة شعبية تقليدية على قناة اليونسكو على اليوتيوب